# Safari (téléfilm)
Pour les articles homonymes, voir Safari (homonymie).
Pour plus de détails, voir Fiche technique et Distribution.
Safari est un téléfilm italien réalisé par Roger Vadim, diffusé pour la première fois en 1991.

## Synopsis
Un jeune reporter confronté à des trafics de drogue.

## Fiche technique
- Titre : Safari
- Réalisation : Roger Vadim
- Scénario : Luciano Vincenzoni
- Pays d'origine : Italie
- Date de première diffusion : 1991

## Distribution
- Stéphane Ferrara
- Horst Frank
- Peter McEnery
- Valéria Cavalli
- Mimsy Farmer
- Laurent Le Doyen
- Ugo Liberatore
- Giorgio Stegani